# Semiothisa cymatodes
Semiothisa cymatodes là một loài bướm đêm trong họ Geometridae.